# Beaver Dam (Arizona)
Beaver Dam – jednostka osadnicza w Stanach Zjednoczonych, w stanie Arizona, w hrabstwie Mohave.